# Sonia Argint Ionescu
Sonia Argint Ionescu (* 28. Dezember 1981 in Bukarest) ist eine rumänische Fernsehmoderatorin.

## Leben und Karriere
Ionescu wurde in Bukarest geboren und besuchte dort eine zweisprachige deutsche Schule. Im Jahr 2000 begann sie noch während ihrer Schulzeit beim rumänischen Fernsehen zu arbeiten und moderierte eine deutschsprachige Sendung. Nach dem Abitur studierte sie Deutsch und Spanisch an der Universität Bukarest.
In den Jahren 2004 und 2005 wirkte sie an der Produktion des Golden Ram Festivals mit. Ab 2013 moderierte sie die medizinische Sendung „Vreau sa fiu sanatos“ (Ich möchte gesund sein). Von 2013 bis 2018 moderierte sie die Partitur Rumäniens beim Eurovision Song Contest, mit Ausnahme des Jahres 2016, als Rumänien nicht am Wettbewerb teilnahm.